# Avnillah-Klasse
Die Avnillah-Klasse (auch Avni Illah oder Aunullah) war eine Schiffsklasse von als Küstenpanzerschiffen ausgelegten Kasematt-Korvetten. Avnillah bedeutet 'Gottes Hilfe'. Von 1868 bis 1870 wurden zwei Schiffe dieser Klasse gebaut, das Typschiff Avnillah und die Muin-i Zafer. Beide standen in Dienst der Osmanischen Marine.

## Eigenschaften
Beide Schiffe wurden nach einem Entwurf von G.C. Mackrow in den Werften der Thames Ironworks and Shipbuilding and Engineering Company in Blackwall, im Londoner Eastend gebaut. Die Avnillah erhielt eine Schiffsschraube, die Muin-i Zafer zwei. Damit sollten die Vor- und Nachteile beider Antriebsformen verglichen werden. Beide Schiffe wurden mit Brigantinen-Beseglung ausgestattet, die beiden Segelmasten wurden 1891 gegen einen militärischen Mast ausgetauscht. Aufgrund ihrer Panzerung waren beide zur Zeit ihres Stapellaufs kolossale Schiffe. 1906 wurden die Vorderladerkanonen gegen Schnellfeuerkanonen ausgetauscht. Die meiste Zeit ihrer Karriere verbrachten beide Schiffe auf Befehl des Sultans vertäut am Haliç in Istanbul. Als sie nach 1912 in Kriegshandlungen eingesetzt wurden, waren sie veraltet und ihre Panzerung nicht mehr ausreichend.

## Versenkung derAvnillah

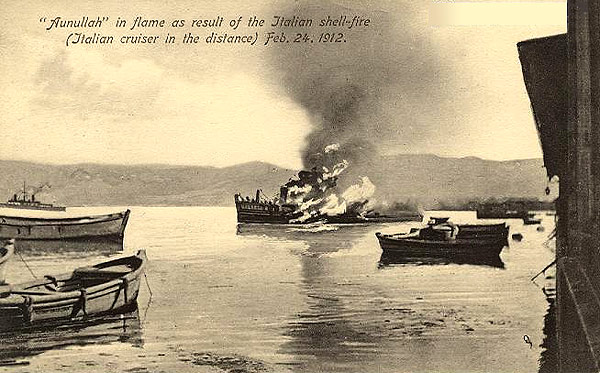
Die brennende Avnillah nach Beschuss durch italienische Kriegsschiffe

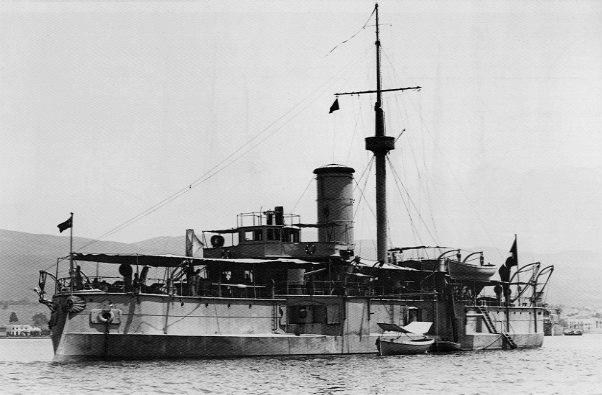
Das Schwesterschiff Muin-i Zafer, 1911

Im Italienisch-Türkischen Krieg plante die italienische Marine 1912 die Versenkung der in Beirut stationierten osmanischen Kriegsschiffe. Dort lag neben der Avnillah noch die Angora, ein Torpedoboot. Vor der sogenannten Schlacht von Beirut verlegten die Italiener die beiden gepanzerten Kreuzer Giuseppe Garibaldi und Francesco Ferruccio und stellten den Osmanen ein Ultimatum zur Übergabe ihrer beiden Schiffe. Doch noch während die vom Wālī von Beirut entsandte Kapitulationsverfügung an die Italiener unterwegs war, verstrich das Ultimatum und die italienischen Kriegsschiffe eröffneten das Feuer. Nach fünfunddreißigminütigem Feuergefecht, in dem die Geschütze der Avnillah den italienischen Schiffen keinen Schaden zufügen konnten, stand die Avnillah in Flammen. Der Kommandant befahl das Einholen der Flagge und das Schiff wurde aufgegeben. Der italienische Kreuzer Garibaldi versenkte die Avnillah daraufhin mit einem Torpedo. Bei dem Gefecht starben 58 osmanische Matrosen, 108 wurden verwundet. Auch die Angora wurde mit einem Torpedo versenkt. Damit waren alle im südöstlichen Mittelmeer stationierten osmanischen Kriegsschiffe vernichtet, die italienische Flotte konnte ungehindert bis zum Suezkanal vordringen.

## Umbau der Muin-i Zafer
Die Muin-i Zafer wurde 1913 in ein Torpedoschulschiff umgebaut und als solches im Ersten Balkankrieg und im Ersten Weltkrieg eingesetzt. Bis 1917 wurden alle ihre Geschützte abgebaut. In den späten 1920er Jahren wurde die Muin-i Zafer erneut umgebaut und fungierte nun als U-Boot-Begleitschiff. Das ‚ehrwürdige Panzerschiff‘ wurde 1932 abgewrackt.

## Quelle
- Central Battery Ironclad Muin-i Zafer. And Her Sister Avnillah – "Casemate Corvettes" (1868/1871) auf www.cityofart.net (mit Bildern), abgerufen am 26. November 2012.